# Mora ekmanii
Mora ekmanii är en ärtväxtart som först beskrevs av Ignatz Urban, och fick sitt nu gällande namn av Nathaniel Lord Britton och Joseph Nelson Rose. Mora ekmanii ingår i släktet Mora och familjen ärtväxter. IUCN kategoriserar arten globalt som sårbar. Inga underarter finns listade i Catalogue of Life.